# Eulalia aurea
Eulalia aurea är en enhjärtbladig växtart som först beskrevs av Jean-Baptiste Bory de Saint-Vincent, och fick sitt nu gällande namn av Carl Sigismund Kunth. Eulalia aurea ingår i släktet Eulalia och familjen Poaceae. Inga underarter finns listade i Catalogue of Life.

## Bildgalleri

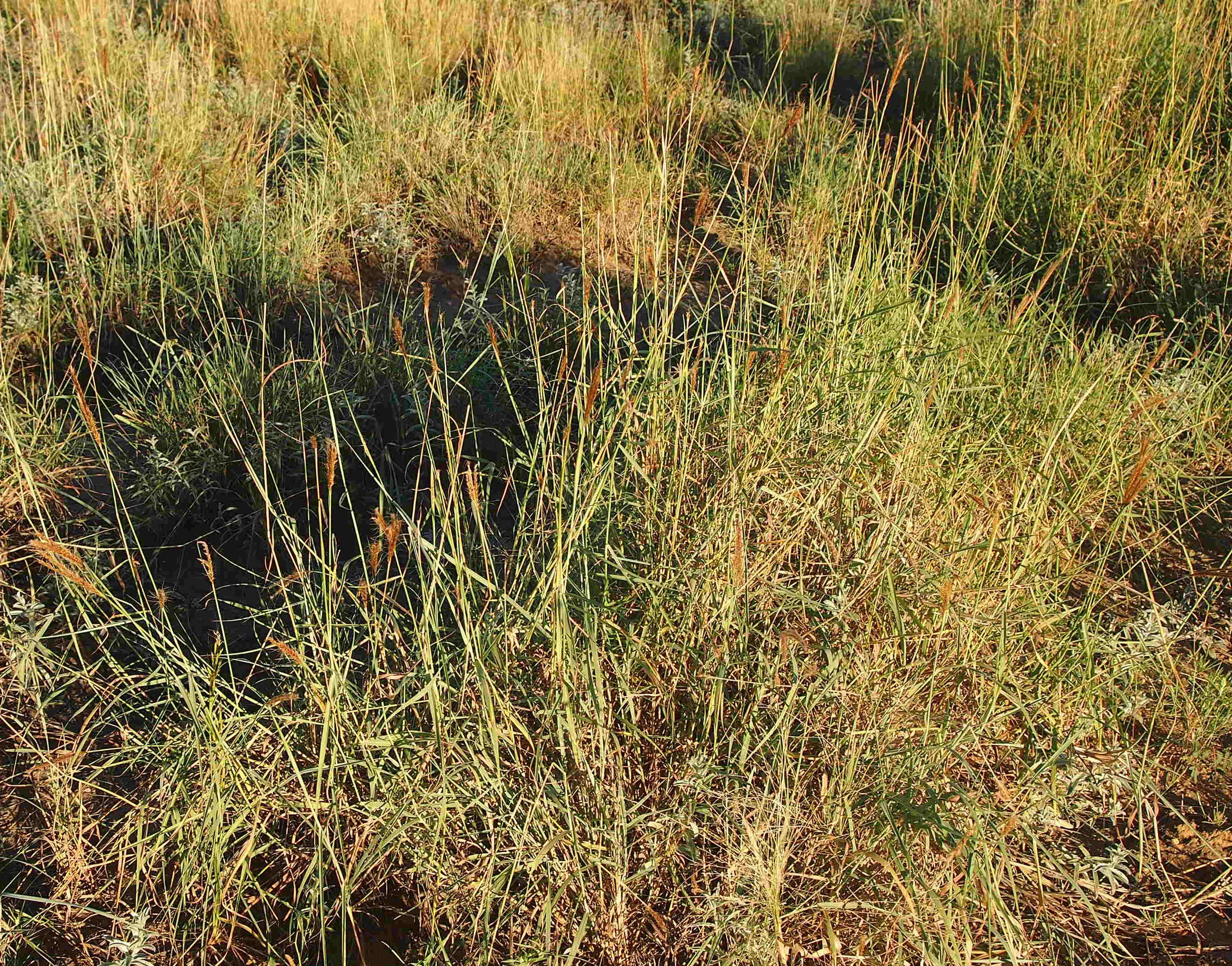
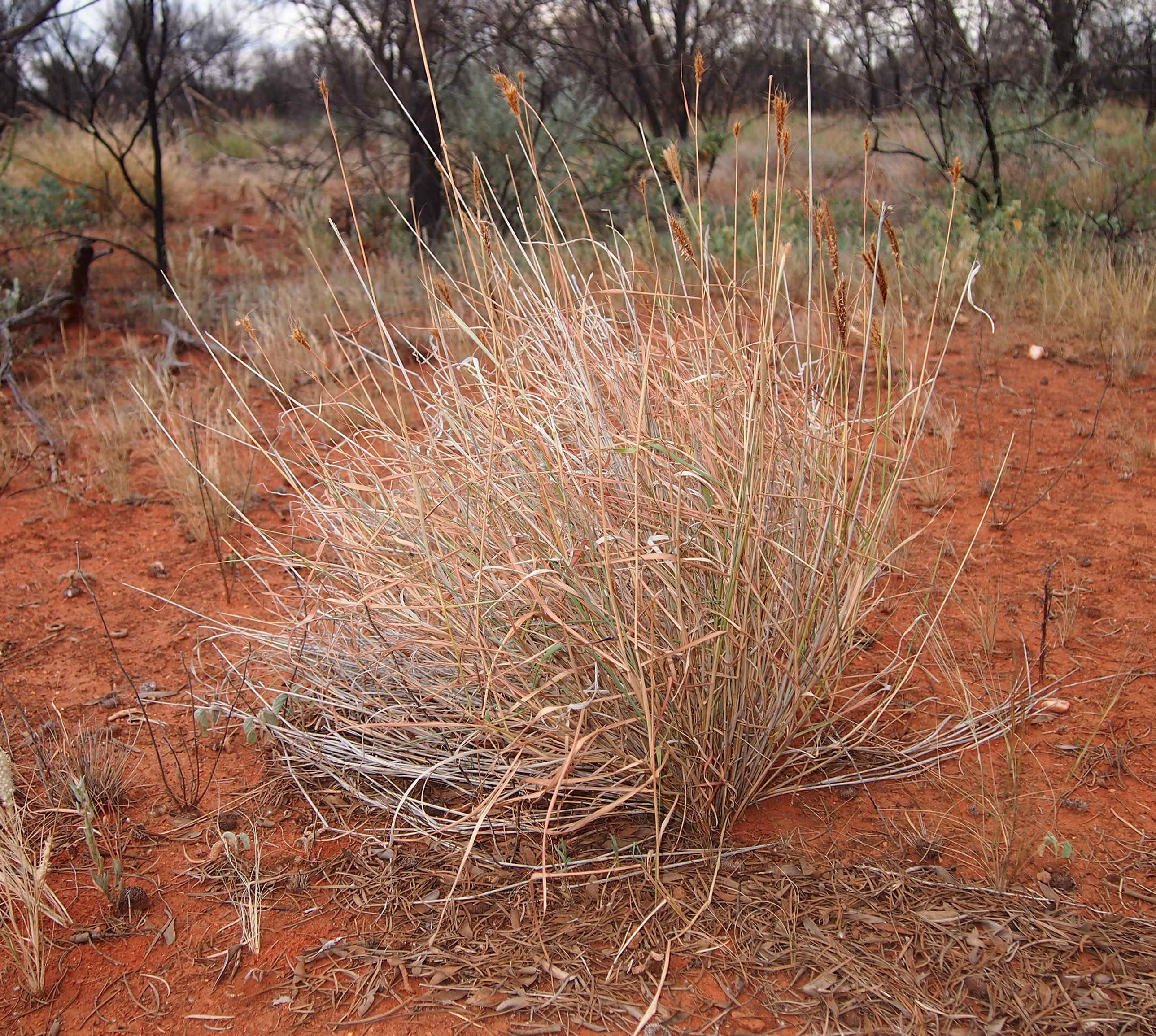
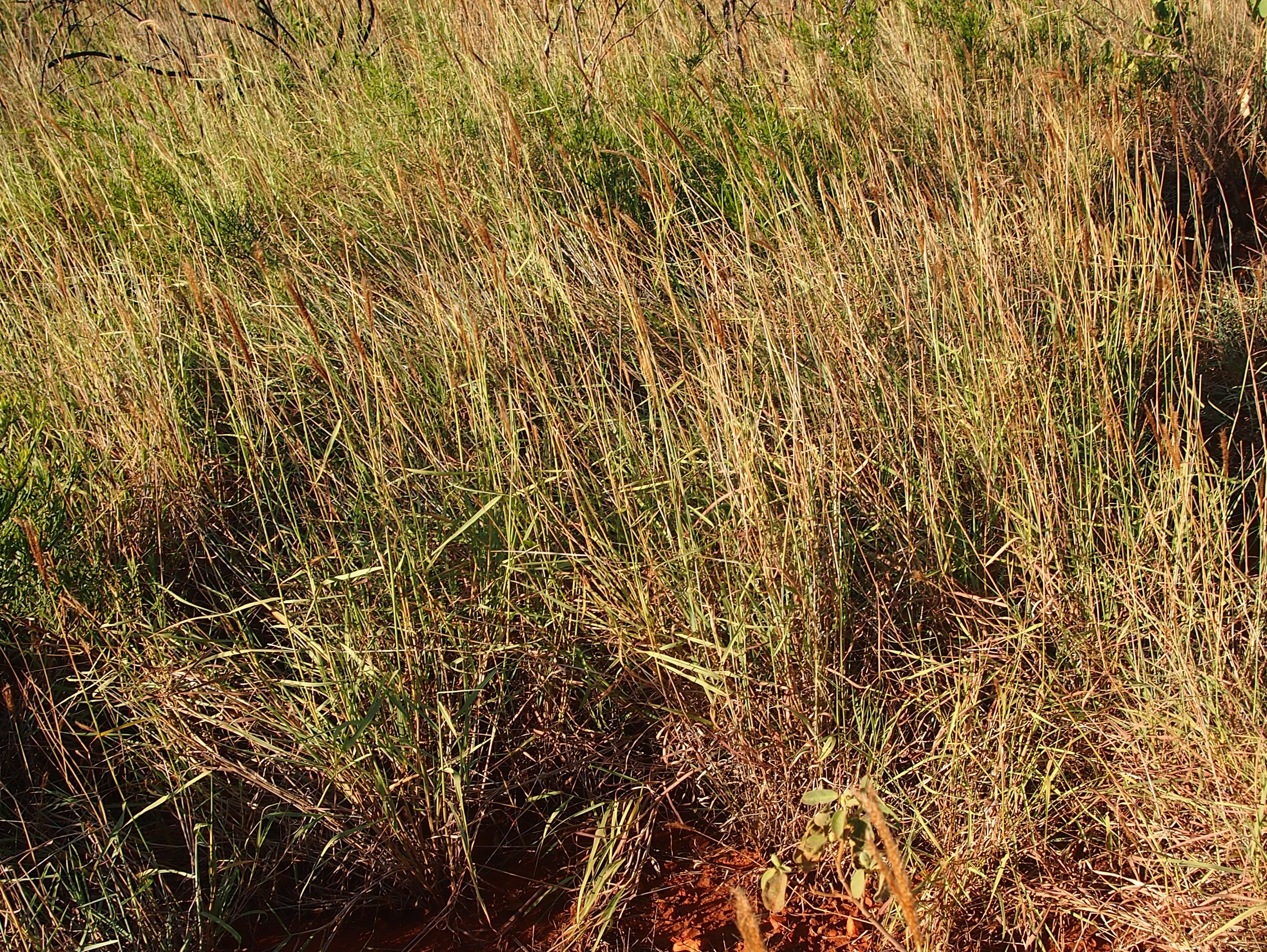
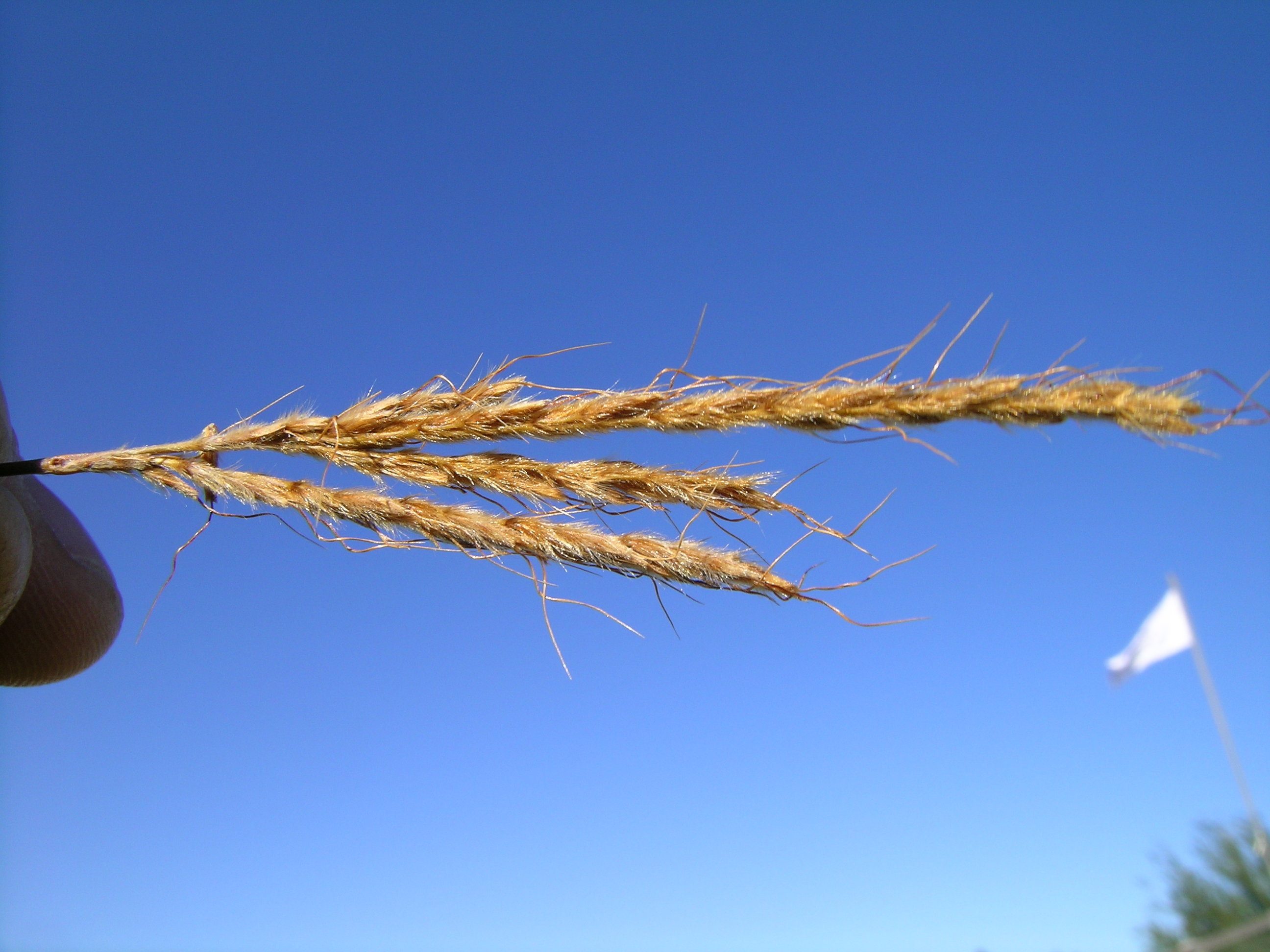